# (19934) 1981 EG11
A (19934) 1981 EG11 a Naprendszer kisbolygóövében található aszteroida. Schelte J. Bus fedezte fel 1981. március 1-jén.